# Joeri Weyn
Joeri Weyn (Hamme, 4 februari 1976) is een Vlaams reporter, documentairemaker en televisieregisseur. Sinds 1999 is hij actief bij productiehuis Woestijnvis.

## Studies
Joeri Weyn studeerde af als regisseur aan het Brusselse Rits. Met zijn film en tevens eindwerk , “Ik; Joeri” nam hij in 1999 deel aan “Het Grote Ongeduld”-festival. In deze film staat de ontluikende homoseksualiteit van de regisseur centraal. Hij kreeg voor deze film de Lichtpuntprijs van Lichtpunt, De Vrijzinnige Omroep. Als onderdeel van deze prijs werd “Ik, Joeri” uitgezonden op Canvas.

## Werk

### Film
- De man die zichzelf voor Don Quichot hield (2005) (samen met Dominique Van Malder)[2]: Deze documentaire speelt zich af in het Guislain Instituut, een psychiatrische kliniek in Gent. Tijdens de documentaire bereiden bewoners en begeleiders samen de opvoering voor van een toneelstuk over Don Quichot, 'de dolende ridder'. De rode draad doorheen de documentaire is de vage grens tussen fictie en realiteit.

### Televisie

#### als reporter
- Wordt vervolgd (rubriek in Man bijt hond) (1999-2002)
- Bal Mondial (programma naar aanleiding van WK voetbal 2002) (2002)

#### als redactielid
- Het gesproken dagblad (rubriek in Man bijt hond)[3]

#### als co-regisseur
- De Mol (2003)[4]
- Het Geslacht De Pauw (2004-2005)
- Willy's en Marjetten (2006)[5]
- Belga Sport: FC Indépendance, De eerste Congolese voetballers veroveren België (30 april 2007)
- Belga Sport: Jan Mulder, De Brusselse jaren (11 februari 2008)
- Leuven Hulp (2009)
- God en klein Pierke (2010-2012)
- Komen te gaan (2019-2020)
- De Mol (2020)

## Trivia
In de eerste reeks van 'God en klein Pierke' vraag Martin Heylen op het einde van de reportage wat de persoon die hij gevolgd heeft van hem vond. Deze vraag schrijft Martin Heylen in een interview met Het Nieuwsblad toe aan Joeri Weyn
"Aan het eind van elke reportage vraag ik aan de man of vrouw die ik gevolgd heb: Wat vond je van mij? Een idee van Joeri Weyn, een van mijn briljante regisseurs. We schoten in de lach toen hij het voorstelde, maar het is wel een troef. Normaal vraagt een journalist zoiets niet: wat vond u van mij? Maar vaak zegt het antwoord op die vraag veel over de persoon die het antwoord geeft."